# Gare de Cadours
La gare de Cadours était une gare ferroviaire française, située sur le territoire de la commune de Cadours, dans le département de la Haute-Garonne, en région Occitanie.
C'était une halte, mise en service en 1903 par la CFSO, et définitivement fermée au trafic des voyageurs et des marchandises en 1947. Situé sur une section déclassée et déferrée, le bâtiment est toujours présent et réaffecté pour une utilisation privée.

## Situation ferroviaire
Établie à 222 mètres d'altitude, la gare de Cadours était située au point kilométrique (PK) 47,7 de la ligne de Toulouse à Cadours et constituait le terminus de la ligne.

## Histoire
La gare de Cadours est mise en service le 12 juillet 1903 par la compagnie des chemins de fer du Sud-Ouest lorsqu'elle ouvre sa ligne de Toulouse à Cadours à l'exploitation.

## Service des voyageurs
Gare fermée située sur une section de ligne déclassée.

## Patrimoine ferroviaire
L'ancien bâtiment voyageurs et l'ancienne remise ont été réaffectés à une utilisation privée.